# Палеогеография

Движения континентов от Пангеи до наших дней

Палеогеография (от др.-греч. παλαιός — древний + география) — наука, изучающая физико-географические обстановки, их динамику, источники (факторы) этой динамики — изменения климата, тектонические движения — на поверхности Земли в геологическом прошлом.
Палеогеография является:
- частью исторической геологии, которая даёт материал для изучения истории развития земной коры и Земли в целом;
- частью общей физической географии, изучающей физико-географические условия прошлого для понимания современной природы Земли.

Методы палеогеографии основаны, главным образом, на детальном изучении горных пород (их состава, структуры, текстуры, характера залегания и прочего), а также на изучении содержащихся в породах макро- и микроскопических органических остатков. Палеогеография тесно связана с корпусом наук о физическом строении планеты: учение о фациях, литология, стратиграфия, тектоника , геохимия, геоморфология, – а также позволяет реконструировать условия на Земле в прежние эпохи (палеоэкология, климатология) и поэтому имеет непосредственное отношение к изучению развития жизни (палеонтология).

## История науки
Палеогеография возникла в середине XIX в. Необходимыми предпосылками были: разработка относительной геохронологической шкалы на основе данных биостратиграфии; появление учения о фациях (швейцарский геолог А. Грессли, 1838), согласно которому одновозрастные отложения, представленные разнообразными типами осадочных пород, отражают разную физико-географическую обстановку их накопления; обоснование английским геологом Ч. Лайелем метода актуализма, позволяющего восстанавливать физико-географические условия прошлых геологических эпох путём аналогии с современными условиями.
В основу палеогеографии положено составление различного рода палеогеографических карт.
Первые палеогеографические карты, появившиеся в 1860-х гг., изображали распределение древних морских бассейнов на месте современных материков. Таковы карты юрского периода (мировая и Европейской России) Ж. Марку (1860), мелового периода Северной Америки Дж. Дана (1863), серия палеогеографических карт Европейской России для ряда последовательных геологических периодов Г. А. Траутшольда (1877), А. П. Карпинского (1880), А. А. Иностранцева (1884). Наибольшую известность получили карты, составленные Карпинским (1887 и 1894), который сделал на основе их анализа важнейшие выводы о закономерностях движений земной коры в пределах Русской равнины, увязав их с развитием смежных горных систем.
Мировые палеогеографические карты отдельных периодов и эпох публиковались на рубеже XIX—XX вв. французскими геологами А. Лаппараном и Э. Огом, австрийским геологом М. Неймайром, русским учёным И. Д. Лукашевичем; на этих картах делалась попытка восстановить распределение суши и моря не только на материках, но и в пределах современных океанов на основе экстраполяции данных по обрамляющей суше. Э. Ог придал палеогеографическим картам палеотектоническое содержание, показывая на них, помимо суши и моря, также геосинклинальные и платформенные области. Немецкий геофизик А. Вегенер в 1912 году, положив начало мобилизму в геологии, изобразил на серии карт предполагаемый процесс распада гипотетического суперконтинента Пангеи и образования Атлантического и Индийского океанов.
В начале XX в. от обобщённых палеогеографических схем для отдельных периодов и эпох начали переходить к более детальным картам небольших регионов, составляемым для геологии веков или ещё более узких интервалов времени (карты Н. И. Андрусова для неогеновых бассейнов Черноморско-Каспийской области, А. П. Павлова для раннемеловых бассейнов Европейской России, А. Д. Архангельского для позднего мела Поволжья и Туркестана). Исследования Андрусова положили начало палеоэкологическому, а Архангельского — сравнительно-литологическому направлениям в палеогеографии. В 1910 году Ч. Шухертом была впервые опубликована большая серия палеогеографических карт Северной Америки, неоднократно переизданная по более новым материалам. Чтение курса палеогеографии в вузах (Мюнхенский университет, Э. Даке, 1912) и публикации первых руководств по палеогеографии (Е. Dacqué, 1915; Th. Arldt, 1919, 1922) утвердили положение палеогеографии как самостоятельной науки.
С 1930-х гг. палеогеографические реконструкции становятся необходимой предпосылкой поисков полезных ископаемых (нефти и газа, угля, солей, бокситов, фосфоритов, алмазов и пр.). Совершенствуется одна из основ палеогеографии — учение о фациях (У. Твенхофел, Д. В. Наливкин).
Большое значение для палеогеографических исследований имели работы Л. Б. Рухина (1959), Б. П. Жижченко (1959), К. К. Маркова (1960) и др.

## Направления палеогеографии
Разнообразие методов позволяет выделить несколько направлений палеогеографии, изучающих разные стороны физико-географических условий геологического прошлого.
- Палеоэкологическое направление — анализ состава и др. особенностей осадочных пород и заключённых в них органических остатков с целью выяснения образа жизни и среды обитания животных и растительных организмов геологического прошлого; частей бассейнов, их связи с соседними морями; по организмам-индикаторам судят о климатических условиях, степени солёности и др. особенностях бассейнов.
- Палеобиогеографическое направление выявляет зоогеографические и флористические провинции и области для отдельных периодов и эпох геологического прошлого (серия мировых карт французских учёных А. и Ж. Термье). Палеобиогеографические, литолого-геохимические и палеотемпературные данные используются для палеоклиматических реконструкций. Например, мировые карты Л. Б. Рухина (1959), Н. М. Страхова (1960) и М. Шварцбаха (1961) выявили существенные отличия древней климатической зональности от современной. Палеоклиматы Земли составляют предмет палеоклиматологии.
- Терригенно-минералогическое направление, используя состав акцессорных минералов тяжёлой и лёгкой (кварц, полевые шпаты) фракций для корреляции осадочных толщ, даёт возможность определять области сноса, пути переноса и области накопления обломочных осадков определённого состава и происхождения.
- Геохимическое направление занимается определением солёности и физико-химического режима древних бассейнов, эволюции их состава, а также состава атмосферы во времени, основываясь на изучении аутигенных минералов, концентраций и соотношений характерных элементов (Cl, F, В, Вг, Ca, Mg, Sr), степени окислённости железа FeO (Fe2O3) в глинистых и карбонатных породах. В 1960—1970-е гг. всё большее значение приобретает методика определения различных свойств древних водоёмов с помощью точных физико-химических методов.
- Изучение динамики древних водоёмов — выявление течений, установление характера среды накопления осадков (русло реки, море и др.) — составляет предмет динамической палеогеографии, использующей особенности текстуры осадочных пород — ориентировку косой слоистости, знаки ряби и т. п[2].
- Палеотектоническое направление, основанное на анализе распределения фаций, мощностей, формаций древних отложений.
- В специальную ветвь палеогеографии обособилась палеовулканология, которая занимается палеогеографической реконструкцией вулканических областей, где нормальный ход накопления осадков эпизодически прерывается лавовыми потоками, выпадением масс вулканического пепла и др. вулканических выбросов. В палеовулканологии применяются структурно-фациальный и формационный анализы и современные методы физических и химических исследований.
- Изучение древнего рельефа составляет предмет палеогеоморфологии. Реликты рельефа в открытом или погребённом виде, а также при захоронении и откапывании частично разрушаются и в разной степени преобразуются под воздействием эндогенных и экзогенных процессов. Путём общего геоморфологического анализа реликтовых форм и на основе материалов палеогеографических и палеотектонических анализов палеогеоморфология реконструирует рельеф, существовавший в разные геологические эпохи, восстанавливает историю и закономерности его развития. С появлением в 1950-х гг. палеомагнитного метода определения древних широт и началом изучения знакопеременных линейных магнитных аномалий океанов получили распространение палеогеографические реконструкции расположения древних континентов.